# Ruski Arjiv

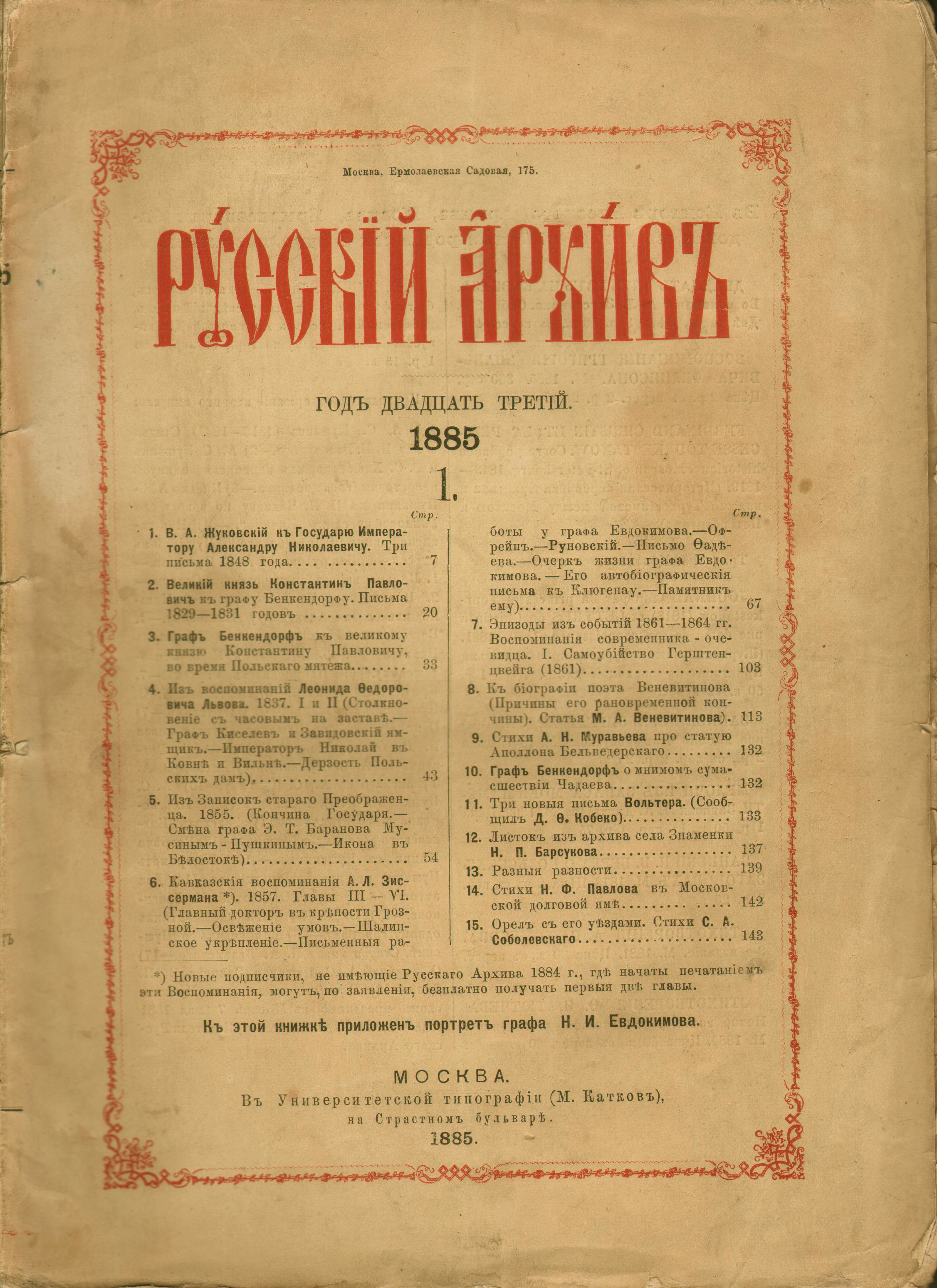
Portada de la revista Ruski Arjiv.

Ruski Arjiv (en ruso: Русский архив/Русскiй Архивъ; "Archivo Ruso") fue una publicación literaria e histórica rusa mensual (entre 1880 y 1884, quincenal) que se editó en Moscú entre 1863 y 1917. Concebida inicialmente por Alekséi Jomiakov, fue lanzada por Piotr Barténev, con la intención de proporcionar a sus lectores una visión objetiva y completa de la historia rusa.
A lo largo de su historia, la revista publicó gran cantidad de importantes documentos históricos, materiales de archivo inéditos hasta la fecha, correspondencia importante, biografías, diarios, notas de viaje y memorias de renombradas figuras históricas, centrados en la historia de la nobleza rusa del siglo XVIII en inicios del XIX. Se dieron preferencia a los reinados de Catalina la Grande y Alejandro I. Casi un tópico en la publicación fueron los análisis documentales de la vida y el trabajo de Aleksandr Pushkin.
En 1990, comenzó a aparecer una publicación histórico-literaria con el mismo nombre, publicada por la editorial Stolitsa.

## Tirada y distribución

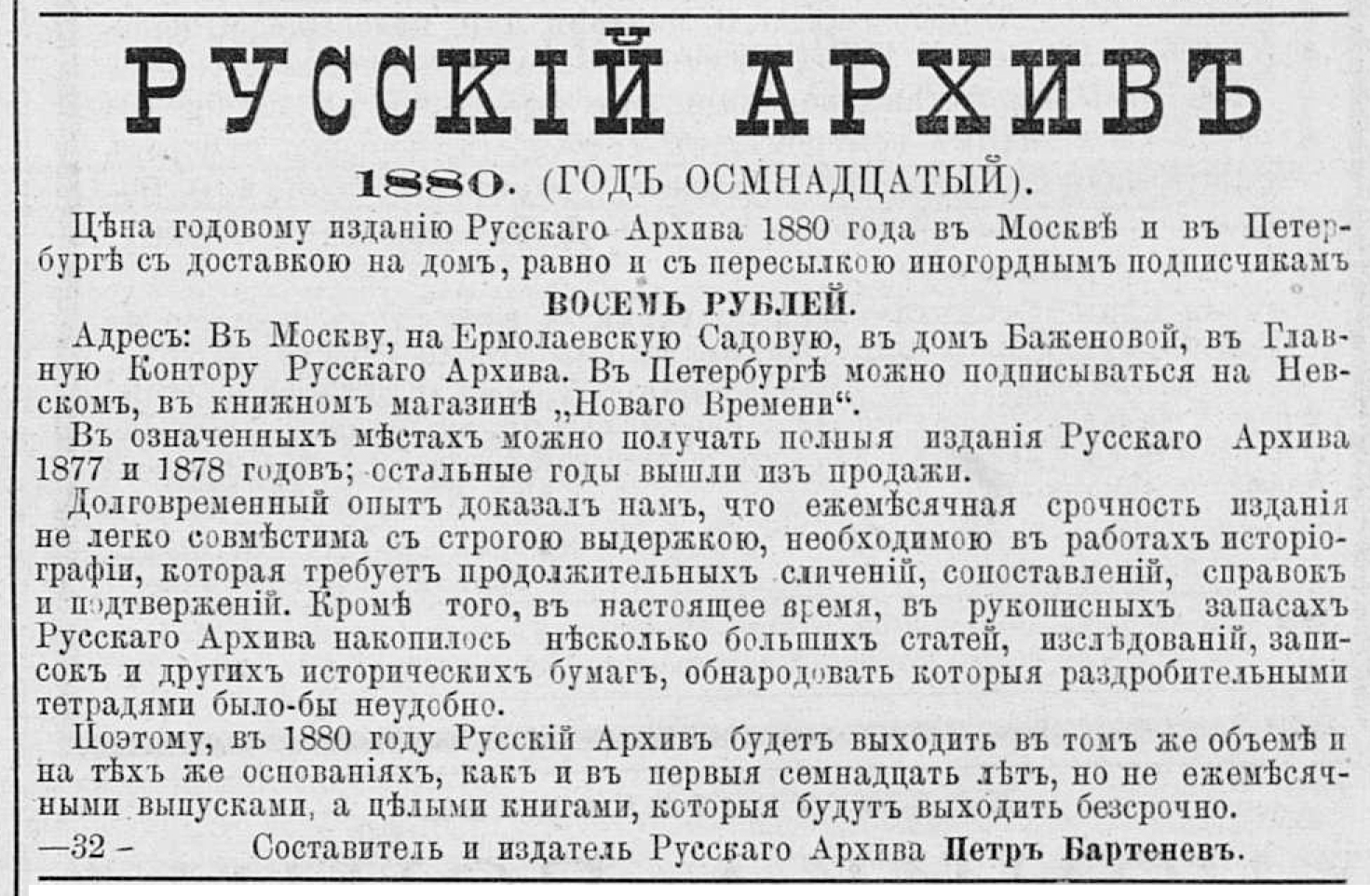
Anuncio publicitario de la revista, 1880.

A principios de la década de 1870 tenía lugar publicación de la disposición porque las ediciones periódicas únicamente podían citar el texto de Ruski Arjiv y Rúskaya stariná a cuenta y riesgo propios, podían recibir una sanción administrativa, incluso si el texto citado hubiera pasado la censure sin obstáculos.
A pesar de la riqueza de su contenido, tenía una difusión muy limitada. En 1863 se publicaron solamente 280 copias, en 1864, 401 (93 gratuitas), en 1865, 601. En 1866 se alcanzaron los mil suscriptores, cifra alrededor de la cual se mantuvo hasta 1892, sin superar las 1 300 personas. En el Ruski Arjiv se publicaron en varias ocasiones "Pinturas del contenido", a los cinco, diez, quince, veinte y treinta años, publicándose por última vez, con índice alfabético como publicación separada para 1863-1892, en 1894.
La revista contenía muchos materiales valiosos sobre la historia del pensamiento público, principalmente eslavófilo, la literatura, la vida cotidiana y el carácter de la sociedad rusa. Por el número de fuentes publicadas, Ruski Arjiv está en el primer lugar entre las revistas históricas rusas. La última "Pintura del contenido" salió a la luz para 1863-1908, a los 45 años.
En 2012 se digitalizaron todos los números de la revistas que fueron puestos a libre acceso en el sitio Internet.

## Principales publicaciones
- Notas del conde Henning Friedrich von Bassewitz de entre 1713 y 1725. (1865);
- Notas de Just Juel, diplomático bajo Pedro el Grande (1892);
- Notas del stólnik Piotr Andréyevich Tolstói sobre su viaje al extranjero entre 1697 y 1699. (1888);
- Notas de Friedrich Christian Weber sobre Pedro el Grande y sobre sus transformaciones (1872);
- Notas de Grigori Vinski sobre el reinado de Catalina II (1877);
- Notas de Mijaíl Antónovski sobre la Universidad de Moscú bajo Catalina II y sobre la creación de la Biblioteca Imperial Pública (1885);
- Notas del conde Aleksandr Ribaupierre sobre el fin del reinado de Catalina II y el reinado de Pablo I (1877);
- Notas de Nikolái Ilinski sobre acontecimientos de los tiempos del reinado de Pablo I (1879);
- Notas de la condesa Roksana Édling sobre el tiempo del reinado de Alejandro (1887);
- Notas del conde Louis-Victor-Léon de Rochechouart sobre la guerra ruso-turca (1806-1812), sobre la Guerra Patriótica y los acontecimientos posteriores (1890);
- Notas de Hyppolyte Auger sobre la estancia de los rusos en París en 1814 (1877);
- Notas de Nikolái Muraviov-Karski sobre los acontecimientos militares de entre 1811-15. (1885—1886), sobre las acciones de los rusos en el Cáucaso entre 1816 y 1825. (1886—88), sobre la guerra con Persia entre 1826-27. (1889 y 1891);
- Notas y correspondencia de los decembrimuchos alstas (distribuidos en muchos libros a lo largo de en muchos libros «del archivo Ruso» de los años distintos);
- Memorias de Leonid Lvov de entre 1837 y 1839. (1885);
- Memorias del general Grigori Shcherbachov sobre los acontecimientos militares (1890);
- Memorias del conde Mijaíl Vladímirovich Tolstói, en el tiempo del reinado de Nicolás I (1881);
- Notas del senador Cástor Lébedev sobre Moscú en los últimos años del reinado de Nicolás I (1888—89);
- Notas de N. A. Réshetov que describen la sociedad provincial y la administración de los tiempos de Nicolás (1885—87);
- Memorias de Aleksandr Andréyev sobre antiguas reuniones en tiempos de Nicolás I, con artistas y escritores (1890);
- Memorias de la condesa Antonina Blúdova sobre 1830-31. (1872—75, 1878—79, 1889);
- Notas del obispo polaco Butkiewicz sobre los acontecimientos en Polonia en los tiempos de Nicolás I (1876);
- Memorias de Grigori Fílipson acerca de las operaciones militares en el Cáucaso en la década de 1830 (1883—84);
- Memorias de Andréi Fadéyev sobre las décadas de 1840, 1850 y 1860 (1891);
- Notas de viaje de Semión Yúrievich durante su viaje por Rusia con el tsesarévich heredero Alejandro Nikoláyevich en 1837 (1887);
- Memorias del barón Aleksandr Nikolái sobre la reforma campesina en el Cáucaso (1892);
- Notas de Nikolái Berg sobre las insurrecciones polacas de 1831 (1870—1873);
- Memorias del Cáucaso de Arnold Ziserman sobre los años 1856 y 1857. (1884—85);
- Extractos de los antiguos materiales del archivo Ostafevski del príncipe Piotr Viázemski sobre los años 1813-1815 (1866, 1868, 1872—77).

Algunas memorias más extensas se editaron en publicaciones especiales, por ejemplo, las notas del conde Pável Jristofórovich Grabbe sobre los años 1828 — 35, 1839, 1844, 1846 — 49 (1888 y 1889) y las notas de Stepán Zhíjarov (1890 y 1891).